# Осотянка
Осотянка (укр. Осотянка) — правый приток реки Тясмин, протекающий по Черкасскому (Черкасская область) и Кропивницкому (Кировоградская область) районам (Украина).

## География
Длина — 21 км. Площадь водосборного бассейна — 136 км². Русло реки в верхнем течении (село Ивановка) находится на высоте 137,0 м над уровнем моря.
Берёт начало в селе Матвеевка в Черкасской области. Река течёт на юго-запад, в верхнем течении пересекает административную границу Черкасской и Кировоградской областей. Впадает в реку Тясмин (в 1957 году — на 168-км от её устья) между посёлком Александровка и селом Новая Осота в Кировоградской области.
Русло средне-извилистое, в верховье пересыхает. На реке созданы пруды. Пойма заболоченная. Питание смешанное с преобладающим снеговым. Ледостав длится с начала декабря по середину марта. Пойма с очагами лесных насаждений.
Притоки (от истока до устья): безымянные ручьи.
Населённые пункты на реке (от истока до устья):
Черкасский район (Черкасская область)
1. Матвеевка

Кропивницкий район (Кировоградская область)
1. Ивановка
2. Поселяновка
3. Старая Осота
4. Новая Осота